# Браунсвил (Флорида)
Браунсвил (енгл. Brownsville) насељено је место без административног статуса у америчкој савезној држави Флорида.

## Демографија
По попису из 2010. године број становника је 15.313, што је 920 (6,4%) становника више него 2000. године.
| Група             | 2000.          | 2010.          |
| Белци             | 102 (0,7%)     | 181 (1,2%)     |
| Афроамериканци    | 13.131 (91,2%) | 11.445 (74,7%) |
| Азијати           | 3 (0,0%)       | 7 (0,0%)       |
| Хиспаноамериканци | 1.183 (8,2%)   | 3.939 (25,7%)  |
| Укупно            | 14.393         | 15.313         |